# Dicranota trifurcata
Dicranota trifurcata är en tvåvingeart som först beskrevs av Edwards 1928.  Dicranota trifurcata ingår i släktet Dicranota och familjen hårögonharkrankar. Inga underarter finns listade i Catalogue of Life.